# Alfons od Portugala
Alfons od Portugala ili Alfons V. (18. svibnja 1475. – 13. srpnja 1491.) je bio portugalski kraljević.
Rođen je u Lisabonu, a poginuo je prilikom jahanja konja pored rijeke Tejo. Bio je jedini sin Ivana II. Portugalskog i Infante Eleonore, portugalske princeze. Ivan II. ga je izuzetno volio, pa je po njemu nazvan otok Príncipe (na portugalskom princ) u današnjoj državi Sveti Toma i Princip. Kao dječak, Alfons je oženjen Izabelom Aragonskom, kćerkom Izabele I. Kastiljske i Ferdinanda II. Aragonskog.
Nakon Alfonsove smrti, kralj Ivan II. je imenovao svoga nećaka, vojvodu od Beja, za nasljednika, koji je na prijestolje sjeo kao Manuel I. Portugalski.